# Kaloča
Kalača ili Kaloča (mađ. Kalocsa, nje. Kollotschau, srp. Kalača, slovački: Koloca) je grad u Mađarskoj.

## Zemljopisne osobine
Površine je 53,18 km četvornih. Nalazi se na 46°32' sjeverne zemljopisne širine i 18°59'8" istočne zemljopisne dužine, nekoliko kilometara istočno od Dunava, u regiji Južni Alföld.
Nekoliko kilometara zapadno od Kalače nalazi se Voktov, prema istoku je Negyvenszállás, 10 km prema sjeveroistoku je Kmara, a 10 km prema sjeverozapadu je Vusad. Pet kilometara južno je Baćino. 

## Upravna organizacija
Nalazi se u Bačko-kiškunskoj županiji. Upravno je sjedište Kalačke mikroregije. Upravno joj pripada Kerkeja (mađ. Kereki) koju dijeli s Baćinom. te naseljena pustara Malamir.
Poštanski broj je 6300. 
U Kaloči se nalazi jedinica Hrvatske manjinske samouprave u Republici Mađarskoj koju su Hrvati utemeljili nakon inicijative 2006. godine.

## Povijest
Grad je poznat kao sjedište Kaločko-bačke biskupije koja je u međuvremenu podignuta na razinu nadbiskupije, a nosi ime Kaločko-kečkemetska nadbiskupija. Tu je biskupiju osnovao sveti Stjepan.
Ovaj barokni grad u Panonskoj nizini star je koliko je stara i sama država Mađarska.
Ugarski kralj Arpad se nakon svojih osvajačkih pohoda nastanio na ovom području. 
Uskoro je ugarski kralj Stjepan I. uspostavio ostrogonsku i kalačku nadbiskupiju.
Prvi nadbiskup u Kalači bio je sveti Astrik, koji je oko 1000. godine donio kralju Stjepanu krunu od pape. Oko 1009. godine izgrađena je prva crkva u gradu. 
U srednjovjekovnoj Ugarskoj nalazimo generale među nadbiskupima. Tako je, primjerice, nadbiskup Ugrin Csák (nadbiskup od 1219. do 1241. godine) bio vođom vojske u bitci kod Mohija protiv Mongola 11. travnja 1241. godine. 
Drugi poznati general bio je Pavao Tomori (mađ. Pál Tomori) (nadbiskup od 1523. – 1526.) koji je vodio ugarsku vojsku protiv Turaka. Poginuo je u mohačkoj bitci.
Turci su zauzeli Kalaču 15. kolovoza 1529. godine. Stanovništvo se razbježalo i nitko nije obrađivao zemlju i nadbiskupijski status je izgubio svoj značaj.
Godine 1602. kalvinistički hajduci spalili su Kaloču. 
Nakon 148 godina vladanja Kalačom, Turci su 13. listopada 1686. godine spalili kaločki dvorac i povukli svoju posadu iz njega. Unatoč turskom povlačenju, mir nije došao u ovaj kraj zbog ustanka protiv Habsburga kojeg je predvodio Franjo Rakoci II., sedmogradski vladar.
Kalački su nadbiskupi svim silama nastojali povećati brojku stanovnika na području svoje nadležnosti i u svojim su nastojanjima imali zapažen uspjeh. Kardinal Imre Csáki (1710. – 1732.) je vratio Kalaču i susjedne krajeve površine 23 tisuće hektara, mahom močvare, vrtove, vinograde.

Kapitalistički razvitak u 19. i 20. stoljeću nije dopro do Kalače. Željeznička prometnica je kasno došla do ovog grada, tek 1882. godine, a uz to 1886. godine Kalača gubi status grada. Vratila ga je tek 1921. godine.
Kaloča je bila poznata kao "nadbiskupski grad". Dva velika nadbiskupa iz drugog dijela 19. stoljeća, József Kunszt (1851. – 1866.) i Lajos Haynald (1867. – 1891.), utemeljili su škole, što je pomoglo da Kalača zadrži svoju važnost.

## Stanovništvo
U Kalači živi 18.297 stanovnika (2001.). Pored nacionalne zajednice Mađara, u Kalači žive i Slovaci, Nijemci, Rumunji, Hrvati i Srbi. Hrvatska zajednica je nekad bila brojnija u ovom gradu, ali je asimilatorska politika vlasti pridonijela znatnom smanjenju njihovog broja. Dapače, u razdoblju od 16. do 18. stoljeća je bila hrvatskim naseljem. Današnji Hrvati su uglavnom doseljenici iz obližnjih sela Dušnoka i Baćina te još nekih sela iz Bačke. Postoje utemeljene pretpostavke da su se sačuvali izvorni kalački Hrvati, sudeći prema dijelu mjesnih Mađara kod kojih se može razaznati hrvatsko prezime. Prema povijesnim dokumentima, za vrijeme i nakon oslobođenja od turske vlasti Hrvati su se u ove krajeve prvo naselili u Kalaču, a potom u Dušnok i Baćin.

## Kultura
U Kaloči se mjesni Hrvati redovito okupljaju kako bi proslavili Hrvatski dan i spomen-dan Ivana Antunovića, a manifestacija na hrvatskom jeziku je i Dan paprike. Dan paprike i Hrvatski dan se održavaju u organizaciji hrvatske državne samouprave.

## Poznate osobe
- Srednje škole i studije u Kaloči su pohađali hrvatski književnici, kulturni i politički radnici Miroljub Ante Evetović, Ivan Petreš Čudomil, Pajo Kujundžić, Grgur Cserháti, Ivan Palić, Franjo Pijuković, Blaško Rajić, Lajčo Budanović te slikar Marko Horvacki.
- Ivan Antunović, biskup i preporoditelj podunavskih Hrvata, živio je i službovao u Kaloči sve do smrti, a drugi preporoditelj Hrvata u Podunavlju, fra Fabijan Peštalić, boravio je u ovom gradu kad je polagao za učitelja.
- U Kaloči se 1636. rodio crkveni i kulturni djelatnik, hrvatski književnik odnosno prvi pisac Hrvata u Bačkoj, fra Mihovil Radnić.
- U Kaloči je kao nadbiskup stolovao Adam Patačić, autor rječnika Dictionarium latino−illyricum et germanicum.
- Pavao Sučić (1767. – 1834.) je bio župnikom u Kaloči prije nego što je postao stolnogradskim biskupom.

## Vanjske poveznice
- (engl.) Gradske stranice
- (engl.) Kalocsa Embroidery with beautiful needlework patterns  Arhivirana inačica izvorne stranice od 23. travnja 2019. (Wayback Machine)
- (engl.) Katolička enciklopedija
- (engl.) Zračni snimak